# Aspidontus
Genre
Aspidontus est un genre de poissons marins de la sous-famille des Blenniinae (famille des Blenniidae). Ces espèces sont communément appelées « blennies faux-nettoyeurs ».

## Description
Ces espèces ont pour particularité de mimer la livrée et le comportement des labres nettoyeurs comme Labroides dimidiatus, mais mordent leurs « clients » au lieu de les nettoyer. Les trois espèces se rencontrent dans l'Indo-Pacifique tropical, en milieu principalement corallien. 

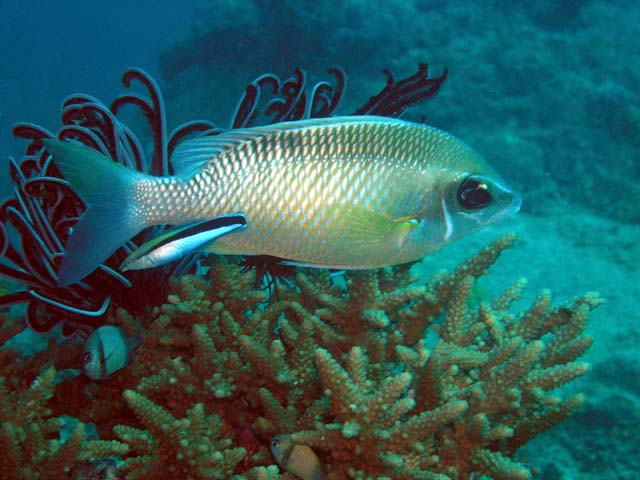
Aspidontus taeniatus s'approchant d'un Chromis xanthochira naïf.

## Liste des espèces
Selon World Register of Marine Species (28 janvier 2025) :
- Aspidontus dussumieri (Valenciennes, 1836)
- Aspidontus taeniatus Quoy & Gaimard, 1834

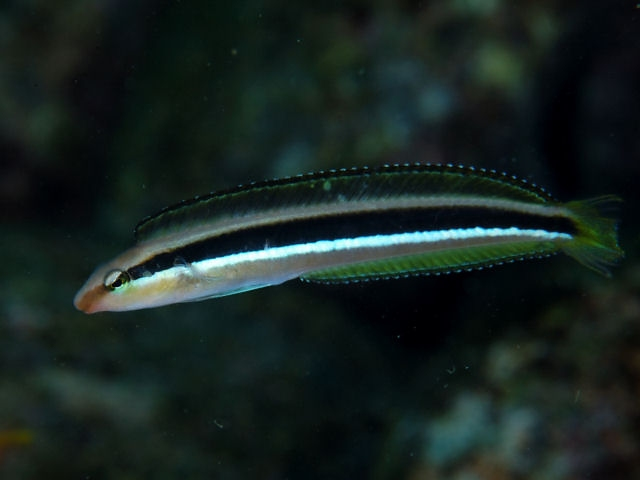
Aspidontus dussumieri
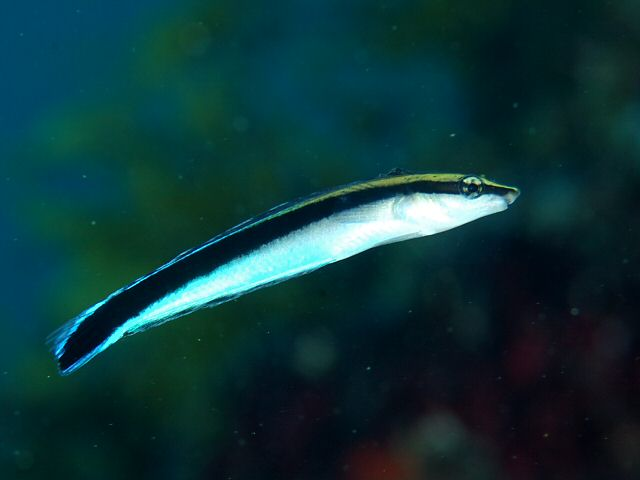
Aspidontus taeniatus

## Systématique
Le nom valide complet (avec auteur) de ce taxon est Aspidontus Cuvier, 1834.
Aspidontus a pour synonymes :
- Aspinodontus
- Blennechis Valenciennes in Cuvier & Valenciennes, 1836